# 발레아레스 제도 침공 (1558년)
제2차 발레아레스 제도 침공은 1558년 오스만 제국이 합스부르크 스페인의 영토인 발레아레스 제도를 침공하기 위한 군사작전이다.

## 배경
오스만 제국은 1501년 발레아레스 제도 침공을 시작으로 이미 수차례에 걸쳐 발레아레스 제도를 공격한 바 있었다. 특히 간헐적으로 발레아레스 제도 곳곳을 공격해 약탈한 사례가 많았는데 1531년/1550년 폴렌사 약탈전, 1535년 마온 약탈전, 1551년 알쿠디아 전투, 1552년 발데모사 전투, 1553년 안드라츠 전투, 1561년 소예 전투 등이 대표적이다. 오스만 제국의 발레아레스 제도 공격은 1571년 레판토 해전 패배 를 계기로 감소하였으나 이후 17세기까지 계속되었다.
1557년 12월 30일, 이탈리아 전쟁에서 합스부르크군과 충돌한 프랑스의 앙리 2세는 오스만 술탄 쉴레이만 대제에게 서부에 주둔할 갤리선 150척과 군자금, 초석 (화약의 원료)을 지원해 달라는 내용의 서한을 보냈다. 앙리 2세는 주오스만 프랑스 대사 장 카브나크 드 라 비뉴의 도움으로 1558년 오스만 함대 파견을 약속받기에 이른다.
쉴레이만 대제는 프랑스를 합스부르크에 대항하는 동맹국 (프랑스-오스만 동맹)으로 여기고, 군사적 지원을 위해 자신의 해군 함대를 우회로로 보냈다. 1558년 4월 콘스탄티노플을 떠난 오스만 함대는 1558년 6월 13일 이탈리아 연안 공격에 나섰으나 실질적으로는 소렌토를 약탈한 것에 그쳤다. 소렌토는 당시 이탈리아 남부에 있던 스페인령의 하나로서 이곳에서만 3,000명의 포로를 잡아들였다.

## 침공
1558년 7월 오스만 함대는 발레아레스 제도의 약탈에 나섰다. 당시 오스만군의 병력은 군함 150척과 병사 15,000명으로 구성되었다. 마온 시를 공격했다가 격퇴당한 오스만군은 군인 40명이 주둔하던 메노르카섬 시우타델라 요새를 공격하기 시작하였다.
1558년 7월 9일, 피얄레 파샤와 투르구트 레이스가 지휘하는 오스만군은 시우타델라 마을을 8일간 포위한 뒤 성내로 진입하여 학살전에 나섰다. 요새 함락 이후 마을은 황폐화되었고 주민들을 가 함락된 후 도시는 황폐화되었고 주민들은 노예 신세로 전락했다. 공성전에서 살아남은 시우타델라 주민 3,099명 전원이 인근 마을 사람들과 함께 오스만 제국의 노예로 넘겨졌으며, 그해 콘스탄티노플 노예 시장에서는 총 3,452명의 주민이 팔려나갔다. 발레아레스 제도는 황폐화되었고 4,000명이 포로로 잡혔다.

## 여파
1553년 프랑스-오스만 동맹군의 코르시카 침공의 연장선에서 발레아레스 침공에 나선 오스만 함대가 코르시카섬 인근 바스티아에서 프랑스 함대에 합류할 예정이었으나 지연되고 말았는데, 이는 드라구트 사령관이 술레이만 대제의 명령을 따르지 않았기 때문인 것으로 추정된다. 쉴레이만 대제는 1558년 말 앙리 2세에게 보낸 서한에서 이에 대해 사과하는 입장을 밝혔다.

19세기 들어서 호세프 콰드라도 (Josep Quadrado)가 오스만군의 공격을 추모하기 위해 보른광장 (Plaza d'es Born)에 오벨리스크를 세우고 다음과 같은 비문을 남겼다.
1558년 이곳에서 우리는 종교와 국가를 위해 죽을 때까지 싸웠다.

오늘날 시우타델라에서는 매년 7월 9일이 되면 '참사의 해' (l'Any de sa Desgràcia)라 하여 이때를 추모하는 행사가 열린다.

## 사진

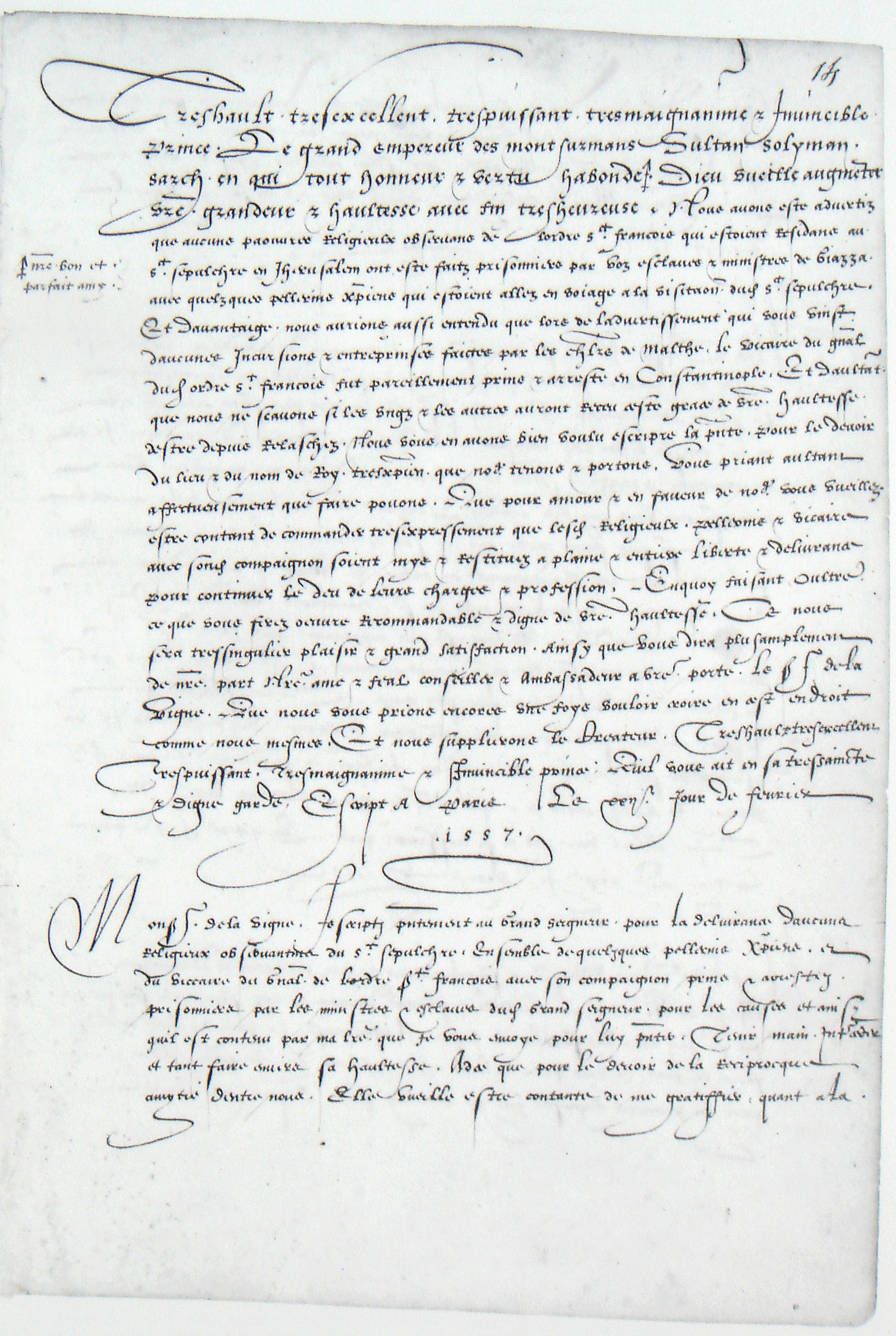
프랑스 앙리 2세가 1557년 2월 22일 쉴레이만 대제와 대사 장 카브나크 드 라 비뉴에게 보낸 서한
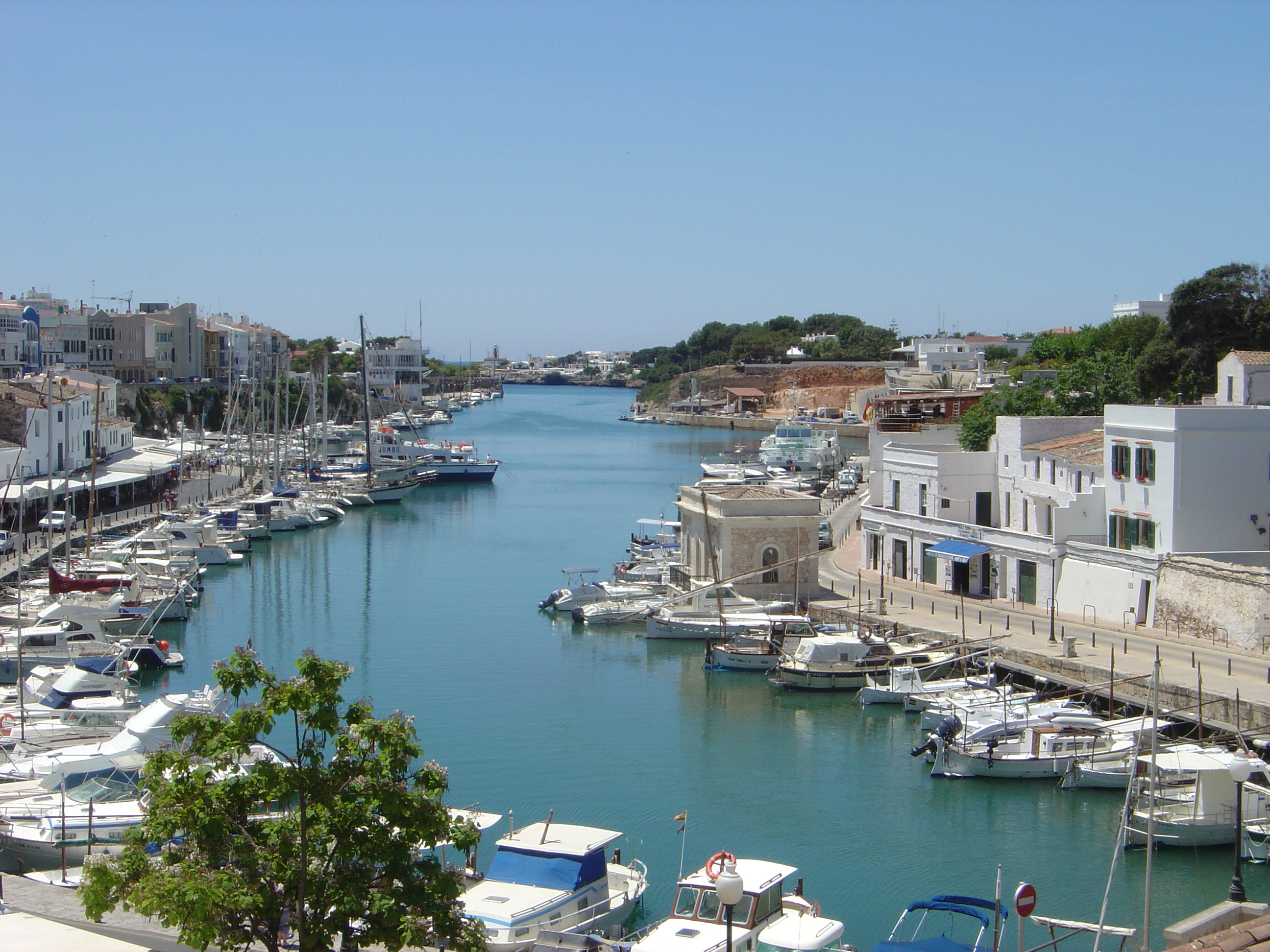
오늘날 시우타델라 항구의 모습

## 같이 보기
- 바르바리 해적
- 바르바리 노예 무역
- 오스만 제국의 유럽 침공
- 프랑스-오스만 동맹